# Rakkestad (stacja kolejowa)
Rakkestad – stacja kolejowa w Rakkestad, w regionie Østfold w Norwegii, jest oddalona od Oslo Sentralstasjon o 78,62 km i 54,31 km od Ski. Jest położony na wysokości 103,2 m n.p.m.

## Ruch pasażerski
Jest końcową stacją linii Østfoldbanens østre linje. Jest elementem - kolei aglomeracyjnej w Oslo - w systemie SKM ma numer  560.  Obsługuje Mysen, Ski i Oslo Sentralstasjon i Skøyen. Pociągi odjeżdżają co godzinę. Jest to ich jedyne miejsce zatrzymania między Oslo i Ski.

## Obsługa pasażerów
Wiata, parking na 30 miejsc, parking rowerowy, przystanek autobusowy, postój taksówek.